# لی سانگ-یوب
لی سانگ-یوب (انگلیسی: Lee Sang-yeob؛ زادهٔ ۸ مهٔ ۱۹۸۳) بازیگر سینما و تلویزیون اهل کره جنوبی است. از فیلم‌ها یا برنامه‌های تلویزیونی که وی در آن نقش داشته‌است می‌توان به زمانی که تو خواب بودی و یکبار دیگر'و سریال حوا (Eve)' اشاره کرد.